# François Blank
François Blank (* 30. Dezember 1930 in Neuenburg NE; † 3. November 2021) war ein Schweizer Eishockeyspieler.

## Werdegang
François Blank begann 1947 beim Young-Sprinters HC in seiner Heimatstadt seine Karriere in der Nationalliga A. Zusammen mit Orville Martini und Gian Bazzi bildete er die Angriffsreihe der Young-Sprinters. Das Duo trug wesentlich zum Gewinn des Schweizer Cups 1957, 1958 und 1963 teil. Zwischen 1959 und 1963 war Blank beim EHC Biel aktiv, kehrte jedoch wieder nach Neuenburg zum Young-Sprinters HC zurück.
Mit der Schweizer Nationalmannschaft nahm Blank an den Olympischen Winterspielen 1952 in Oslo teil, wo das Team den fünften Platz belegte. Bei der Weltmeisterschaft im Folgejahr gewann er mit der Schweiz die Bronzemedaille. Insgesamt spielte er 63 Mal für die Nationalmannschaft.
Mit dem Ende seiner aktiven Laufbahn als Spieler wurde Blank Trainer beim Young-Sprinters HC, HC La Chaux-de-Fonds, EHC Biel und Lausanne HC. Beruflich war er als Tischler tätig und hatte in den 1990er Jahren das Amt des Sportdirektors des Young-Sprinters HC inne.